# Самоспасатель ШСС-1
Шахтный самоспасатель ШСС-1 — средство индивидуальной защиты органов дыхания (СИЗОД) горнорабочих при подземных авариях, связанных с образованием непригодной для дыхания среды. Представляет собой изолирующий дыхательный аппарат разового применения с химически связанным кислородом и маятниковой схемой дыхания.
Респиратор-самоспасатель рассчитан на постоянное ношение в шахтах и имеет по сравнению с другими аппаратами такого же срока защитного действия минимальные габариты и вес. Аппарат приводится в действие в течение считанных секунд и обеспечивает надежную защиту органов дыхания в случае возникновения аварийной ситуации.
Получил наибольшее распространение в мире в шахтах, опасных по внезапным выбросам, среди аппаратов подобного типа. Применяется и в других отраслях промышленности (металлургии, химии и пр.) для спасения людей и ликвидации аварий или пожаров, связанных с возникновением непригодной для дыхания атмосферы.
Самоспасатель ШСС-1 предназначен для шахт с повышенной агрессивностью производственной среды, характеризующейся кислыми шахтными водами и водами с повышенным содержанием коррозийно-активных компонентов: хлор и сульфат ионов, соответственно, более 1000 и 800 мг/л. На остальных шахтах используется самоспасатель ШСС-1У. Эксплуатируется при температуре от минус 20 до 40°С, относительной влажности воздуха до 100 % и атмосферном давлении до 133,З кПа (1000 мм рт. ст.)

## Технические характеристики
- Время защитного действия (мин., не менее):
  - при выходе из аварийного участка со скоростью 4 км/час — 60
  - номинальное при испытании на стенде — 50
  - при нахождении в покое (испытание на стенде)[2] —260
- Размеры, мм:
  - без уложенного плечевого ремня
    - диаметр 134±1
    - высота 254±2

  - с уложенным плечевым ремнем, не более
    - высота 270
    - ширина 150
- Коэффициент регенерации не менее 1.5-1.0[3]
- Сопротивление дыханию 1.0-1.5 кПа
- Масса, кг З,0 +0,1 ; −0,2
- Средний полный срок службы до списания (утилизации) без учета срока хранения[4] до ввода самоспасателя в эксплуатацию[5], 5 лет

## Правила включения в самоспасатель
1. Задержать дыхание.
2. Резким движением сорвать замок и крышку футляра.
3. Быстро поместить загубник в рот.
4. Надеть носовой зажим.
5. Выдохнуть в самоспасатель.